# Belén Juste Picón
Belén Juste Picón (Madrid, 1958) és una empresària i política valenciana d'origen madrileny. Fou Consellera de Turisme (2009-2011) i d'Indústria, Comerç i Innovació (2007-2009) de la Generalitat Valenciana.
Amb una dilatada experiència al món de l'empresa tant pública com privada, Belén Juste assumeix la direcció general de la Fira de València l'any 2000, càrrec que ostentarà fins al 2006, impulsant l'ampliació de les instal·lacions del recinte. El 2007 serà requerida pel president de la Generalitat Valenciana Francisco Camps per a dirigir la conselleria d'Indústria, Comerç i Innovació i dos anys més tard, el 2009 és nomenada consellera de Turisme de la Generalitat Valenciana, departament que deixà el 2011.
En desembre de 2011 renuncià al seu escó a les Corts Valencianes quan fou escollida diputada a les eleccions generals espanyoles de 2011.